# I ragazzi degli anni '50
I ragazzi degli anni '50 (Book of Love) è un film del 1990, diretto da Robert Shaye e tratto dal romanzo autobiografico Jack in the Box di William Kotzwinkle (il romanzo verrà rititolato Book of Love per l'uscita del film).

## Trama
Jack Twiller è un ragazzo all’ultimo anno di liceo che si trasferisce in una nuova cittadina con la famiglia, arrivato lì conosce prima Crutch "Storto" e poi Spider Bomboni, entrambi praticamente alla base di una piramide sociale. Insieme a questi ultimi e ad altri ragazzi per nulla popolari a scuola, vivrà giornate indimenticabili cercando di conquistare il cuore e le attenzioni di Lily, già fidanzata con Angelo Gabooch, bullo e teppista della scuola che insieme alla sua banda maltratta e umilia i ragazzi più deboli. Dopo vari tentativi di invitare Lily al ballo di fine anno, finirà per andarci proprio con Gina, sorella di Angelo. La ragazza si era infatti invaghita di lui quando una sera durante una festa a casa di Jack mentre i genitori erano fuori, ormai ubriaco estrae una pistola e cerca di intimidire Angelo puntandogli contro l'arma pensando che fosse scarica ma esplodendo accidentalmente un colpo in direzione del ragazzo, per poi rivelare che si trattava dell'immagine di quest'ultimo allo specchio.
La serata finirà con la chiusura dell’annuario che stava leggendo il protagonista ormai adulto e con molti rimpianti di quegli anni fantastici.

## Riconoscimenti
- 1992 – CFCA Award
  - Candidatura al Miglior attore esordiente a John Cameron Mitchell